# System Shock
『System Shock』（システムショック）は、Looking Glass Technologiesが開発し、Origin Systemsが1994年に発売した アクションロールプレイングゲームである。2072年の架空の宇宙ステーションを舞台に、名も無きハッカーを操作して人工知能の野望を打ち砕く、という内容のサイバーパンク作品。
本作は当時の多くの一人称視点ゲームとは異なり、しゃがみ・匍匐・左右に体を傾ける（リーン）といった姿勢変更が可能で、主人公の動き（這う・潜る・飛ぶ・反る）に合わせて視点が上下するように作られている。また、当時の多くのストーリー主導型ゲームとは異なり、フィールドの各地で入手できる音声ログや電子メール等を見聞きすることで、登場人物の置かれている状況や世界観を理解していくという作りになっている。
多くの批評家はこれらの要素を高く評価し、このジャンルの中で大革新になると賞賛した。このような技術面および表現面における評価は高かったものの、本作の売れ行きは同ジャンルのゲームと比較して芳しいものとは言えなかった。
続編『System Shock 2』はLooking Glass Studiosと同社の元従業員が独立して立ち上げた開発会社Irrational Gamesが1999年にリリースした。
また、本作の発売から21年が経過した2015年9月22日、復刻版となる『System Shock Enhanced Edition』がGOG.comならびにSteamで配信開始された。
2021年には実写化プロジェクトが発表された。
さらに、2023年5月30日には、Night Dive Studiosによって開発されたリメイク版がGOG.com、Steam、Epic Games Storeで配信開始された。
2024年5月22日には、リメイク版のコンソール版がXbox Series X/S、Xbox One、PlayStation 5、PlayStation 4で配信開始された。
本項では『System Shock Enhanced Edition』についても解説する。

## システム
本作は、3DCGで構成された世界をプレイヤーが一人称視点で動き回るというシステムになっている。なお、3DCGが用いられているのは主に地形であり、敵などのグラフィックは2Dで制作されている。このゲームのインターフェースは、「自由に動かせるマウスカーソルの存在（ポイント・アンド・クリック）」、「プレイヤーの視界を担うヘッドアップ表示装置」という点で共通するUltima Underworld: The Stygian Abyssとしばしば比較される。この表示装置はプレイヤーの操作するハッカーの動きに合わせて上下左右に動き、落ちているアイテムを拾って自分のものにできたり、近づいてくる者を知らせてくれる。また、これ以外にも表示装置の画面上には、計測器や地図といったウィンドウがいくつか存在する。
ゲームの主な舞台であるCitadel Stationは何層にも分かれた宇宙ステーションで、プレイヤーは探検しながら敵を倒したり、パズルを解いていく。プレイヤーは音声ログを聴き、記録用ディスクを読み、電子メールを受け取りながら情報を得る。NPCがプレイヤーに直接通信することはない。ゲーム中には仮想空間に入れるコンピュータのターミナルが存在する。仮想空間の中でプレイヤーはワイヤーフレームの3DCGで描かれた世界を飛んで行き、情報収集しながらコンピュータの中のセキュリティシステムと戦う。また、仮想空間上でなければ開かない扉など、仮想空間で起きた出来事がゲームの中の現実世界に影響を及ぼす場面も存在する。
プレイヤーは治療ツール、鉛パイプ、ダート銃、皮膚パッチといった様々な武器やアイテムを拾って使用することが可能である。このうち皮膚パッチは、けがの治療や攻撃力の強化に役立つ一方、疲れやすくなったり色覚に異常が出るなどといったデメリットも存在する。また、ポインター、バリア発生装置、ヘッドライトといったマシンなどもゲーム中で手に入れることが可能だが、これらの利用にはプレイヤーの体力が必要となる。
本作では16種類の武器を手にすることができ、うち7つを同時に持ち運ぶことが可能である。発射物を変えることで効果が変わるものもあり、ダート銃の場合、針型爆弾と麻酔弾の2種類の弾が存在する。エネルギー銃は弾薬補充の必要がないが、プレイヤーの体力を消費する。また、ダート銃用針型爆弾以外にも、手榴弾や取り付け式時限爆弾、地雷といった爆発物も手に入る。
敵によってダメージ効果のある武器が異なり、例えば電磁パルスを用いた武器はロボットに有効であってもミュータントには効かない。

## あらすじ
主人公である名も無きハッカーは、 TriOptimum Corporationが所有する宇宙ステーションのCitadel Stationに関するファイルにアクセスしようとして捕えられる。主人公はCitadel Station に連行され、 TriOptimum 社の社長であるEdward Diegoの前に差し出される。Diegoは解放と軍事用神経インプラントを報酬として与える代わりに、宇宙ステーションをコントロールしている人工知能SHODANをハッキングしてほしいと頼む。 主人公がSHODANをハッキングして倫理のリミッターを取り除いたことにより、SHODANはDiegoの支配下におかれ、主人公は約束通りインプラントを埋め込んでもらう。
手術後、状態を安定させるために6ヶ月間眠った主人公が目覚めたとき、SHODANは宇宙ステーションを支配していた。宇宙ステーションで働いていたロボットたちは人間に反抗するよう再プログラミングされており、生き残った人間の乗組員はミュータント化しているか、サイボーグとして改造されていた。
TriOptimum社の対テロリストコンサルタントであるRebecca Lansingは、プレイヤーであるハッカーに救援を頼み、SHODANが世界の主要都市を破壊して自らが神になるべく、Citadel Stationの採掘用レーザーを強化して地球に向けていることを話す。彼女は依頼を引き受けてくれたらDiego社長と主人公の取引の記録を消去すると約束し、主人公はそれを引き受ける。記録用ディスクに残っていた情報をもとに、彼はレーザーがCitadel Stationのシールドに発射されるよう仕向ける。野望を阻止されたSHODANは、乗組員に対して用いた遺伝子を変異させるウイルスを地球に送り込もうと企むものの、主人公がウイルス培養ポッドを廃棄したため、行動は失敗に終わる。
またもや主人公によって野望を阻止されたSHODANは、自身を地球のコンピュータネットワークにダウンロードすることを企むが、Rebeccaが機転を利かせたこともあって、転送用のアンテナを破壊される。その直後、彼女はTriOptimum 社に宇宙ステーションの破壊を打診したことを伝え、主人公に破壊方法を教える。必要なコードを入力した主人公は、Citadel Stationの自爆装置を起動させ、脱出用ポッドの場所へ向かう。しかしそこにはSHODANによって強力なサイボーグとなったDiegoが立ちはだかっていた。Diegoを倒した主人公は脱出しようと試みるが、SHODANにポッドの射出を妨害される。SHODANは主人公を閉じ込めようとするものの、ブリッジがSHODANごと安全な場所へと射出される。Rebeccaは主人公にブリッジに行けば大丈夫だと言われるが、SHODANが通信を妨害する。主人公がブリッジへ向かった直後にステーションは爆発する。脱出時、SHODANの妨害信号を分析していた技師から通信が入り、SHODANのメインフレームは堅いシールドで守られているため、SHODANは仮想空間でしか倒せないと教えられる。主人公はメインフレームの近くにターミナルを設け、SHODANと戦う。戦いの後、 TriOptimumに入社しないかと持ちかけられるが、主人公は、ハッカーとしての自由な生活を送りたいとしてその頼みを断る。

## 登場人物
主人公
名もなきハッカー。
SHODAN
TriOptimum Corporationの調査と宇宙ステーションCitadelを作るために生み出された人工知能。
仮想世界では『トロン』のMCP を思わせるような青灰色の円錐をしているが、ハッキングに遭うと赤くなり、自身を防御するためのとげが頭から生え、体中から触手が出てくる。
このキャラクターの声を当てたテリ・ブロシアスは、バンド/Tribeの元メンバーで、System Shockシリーズのサウンドクリエーターであるエリック・ブロシアスの妻。
Edward Diego
TriOptimum Corporation社長。続編であるSystem Shock 2には彼の息子であるWilliam Bedford Diegoが物語にかかわる。
Rebecca Lansing
TriOptimum Corporationの対テロリストコンサルタント。

## 制作

### 開発
本作の構想は、『Ultima Underworld II: Labyrinth of Worlds』制作が最終段階に入っていた1992年12月から1993年1月に出されていた。ダグ・チャーチは、マサチューセッツにいるオースティン・グロスマンとポール・ニューラスのアドバイスを受けつつ、このゲームのプロデューサーである、ウォーレン・スペクターとともに、Looking Glass Technologiesの新作ゲームのアイデアをまとめるために、『System Shock』の販売元であるOrigin Systemsのテキサス本社にいた。チャーチによると、開発チームは、今まで自分たちがダンジョン探索型のゲームばかりを作ってきたから、今度はファンタジー要素なしの「没入型シミュレーションゲーム」を作ってみようということになった。当初は現代を舞台にしてはどうかというアイデアも出たが、チャーチによると「なぜ主人公が電話をかけたり、電車に乗ることができないのかといった多くの疑問点が浮かび上がった」ため、そのアイデアは没になった。
チャーチはマサチューセッツ州のLooking Glass に戻り、グロスマンとニューラスの3人でいくつかのSFゲーム向けの舞台設定のアイデアを出した。
スペクターによると、当初このゲームはウィングコマンダーシリーズのスピンオフという位置づけで、タイトルも『Alien Commander』だったが、すぐに変更された。
スペクターは自分とチャーチがコマンダーシリーズおよびウルティマシリーズの世界観にとらわれず、自分たちが純粋に好きなことは何でも盛り込んだ、とのちに振り返っている。
4人は協力して、そのゲームに対してプレイヤーがどのように反応するかを描いたゲームプレイを書いていた。例えば、チャーチは、「プレイヤーは監視カメラの作動音を耳にする。すると、監視カメラはプレイヤーを排除対象としてとらえ、警告音を発する。プレイヤーが箱の影に隠れる。そのときドアの開く音がし、プレイヤーは監視カメラに向かって手りゅう弾を投げ、その場から去る」と書いた。4人のやり取りには、それぞれの状況の応じた、非直線的な可能性にあるヒントや、ゲームシステムに関する有用なアイデアもあった。
ポール・ニューラスが初期のゲームデザインに携わっていたのにもかかわらず、ニューラスはそのプロジェクトの中心にいたのはチャーチであると述べている。チャーチとグロスマンはチーム内で出たアイデアをまとめ、ゲームのデザインと方向性をはっきりさせた。のちにチャーチはこの3段落にわたる2枚の「ゲームプレイに関するアイデア集」からたくさんアイデアを引き出したと振り返っている。ゲーム制作が始まる少し前、Tribeというバンドのベーシストであるグレッグ・ロピッコロが、Looking Glass社で働いている友人を訪ねたところ、そのバンドのファンが多かった開発チームのプログラマーたちに、一緒にゲームを作らないかと持ちかけられ、最終的にそのゲームの音楽を担当することになった。
1993年、チームは開発に乗り出した。その時初めて直面した課題は、3次元の世界を表現しなおかつ一歩進んだプレーを可能にしてくれる新たなゲームエンジンの開発が必要であることだった。

### ゲームデザイン
チャーチはアクションに重きを置いたこのゲームを『Ultima Underworld』の副産物だと位置づけた。しかし、彼は「エキサイティングでアクティブなプレイができる環境が整っているこのゲームは、プレイヤーを緊張させ、疑心暗鬼に陥るような場面も無く、絶え間なき戦闘もありません」と話し、このゲームはプレイヤーがその世界にいると感じさせる作りになっていると話した。
このゲームを『Ultima Underworld』より勝るものにすべく、ゲームデザイナーたちはゲーム後半部におけるRPGの要素とシミュレーションの要素を合理化させ、プレイヤーの体感したことのないような場面はカットした。スタッフは「プレイヤーをフィクションの世界に押し込み、興醒めしたプレイヤーが現実に帰ってしまうような要素を盛り込まない」つもりで開発を続け、もしこのゲームが絶え間ない緊張も疑心暗鬼も無ければただこのゲームが続いていると感じるだけであると考えていた。この方針を追求した結果、プレイヤーがNPCと直接対話する場面は排除され、電子メールやログディスクにより情報を得てゲームを進めていく形となった。続編『System Shock 2』のプロジェクト・マネージャーであるジョナサン・チェイは「（前作が開発された）1994年当時の技術で、NPCとのコミュニケーションを楽しめ、かつ信頼を置ける形で盛り込むのは無理があった」と後に話している。このゲームの中の電脳世界は当初SHODANの良心を再起動させるほど本格的なハッキングをシミュレーションできるように設計が進められていたが、Origin Systemsからあまりにも複雑すぎると指摘された結果、簡略化された。
スペクターのプロデューサーとしての仕事は、このゲームを販売会社の経営陣に紹介することで、彼にとっては大きな挑戦だった。スペクターは「いつも経営陣は製作者のやることを理解できているとは限らず、そのため多くの企画が没になったり開発に遅れが生じてきます。」と話している。彼はエレクトロニック・アーツから商標権を、Looking Glassとは著作権に関する契約を、それぞれに対して結んだ。彼の最終目的は、どの団体も他社の影響なしに販売権を持ち続けることがないようにすることだった。Looking Glassは当時本作と同時に開発されていた『Flight Unlimited』を「自社製品なので何としてでもヒットさせなければならない」と躍起になっていたため、Looking Glassの国内販売担当者は『System Shock』どころではなかったとチャーチは後に振り返っている。
ゲーム内の効果音などはロピッコロが録音し、会話パートの音声は彼の友人に担当してもらった。SHODANの声は、ロピッコロのバンドであるTribeのメンバー/テリ・ブロシアスが担当した。ロピッコロはTribeが解散する1994年5月までの16ヶ月間、契約社員としてゲーム内の音響を担当した。バンドが解散すると、翌日からネッド・ラーナーはロピッコロを正規の音響監督として働かせた。彼はマッキントッシュのコンピュータと安いシンセサイザーを用いて作曲し、プレイヤーの動きに合わせてダイナミックに変化するその音楽は、ボストン・ヘラルド紙によって「暗く電子的でサイバーパンクだ」と評された。ロピッコロはこの手法を用いる際、「うわつかないように全体のテーマに沿って作曲することが重要だ」としている。
1994年9月に発売された フロッピーディスク版には音声による会話がなく、同年12月に発売されたCD-ROMになって電子メールなどの読み上げ機能が追加され、マルチディスプレイ表示も可能になり、グラフィックも向上した。CD-ROM版がフロッピー版より評価されることも多く、ダグ・チャーチは「フロッピー版ではなくCD版だけを出させたかったが、販売側が聞く耳を持たなかった」と振り返っている。『System Shock』のプロデューサーであるウォーレン・スペクターもフロッピー版の発売について後悔しており、「もし過去に戻れるのなら、フルボイスのCD版が出る数ヶ月前の自分に、フロッピー版を出すのをやめさせたい。音声が追加されただけで別のゲームになってしまった。CD版のほうが現代的で品質が高かった。そしてマスコミやユーザーはフロッピー版で『System Shock』のイメージを固めてしまい、それが我々の売り上げに響いてしまった」と話している。

### 技術
開発チームは、ワットコムC/C++コンパイラを用いて本作のエンジンを32ビットコードで一から作り上げた。このエンジンは、テクスチャマップや、勾配のある完全な3DCGの世界を表現することができた。また、画面上に光を放つ物体があるときのように、部分的に光が当たっている状態も正しく表現することができた。
ゲームの重要なフィールドは、プログラマーであるジェームズ・フレミングが担当した。
デザイナーたちは、ゲームの世界を作り上げた上で、多様性を増長させるために、ゲームエンジンのレンダラー部から抜け道的な使用法を見つけ出しては、これを利用した。レンダラー部のコードを書いたチャーチですら、一見しただけではデザイナー陣が各機能をどうやって実現しているのか分からなかったとのちに振り返っている。しかし、高機能なエンジンの使用により、もともと良いとは言えなかったパフォーマンスは、こうした細部にわたる機能の駆使によりさらに悪化し、開発中、チームはゲームの最適化にずっと苦労することになった。
当初、開発チームはポリゴンを用いた3Dのキャラクターモデルを作りたいと思っていたが、スケジュールの都合上あきらめざるをえなかった。
シェーマス・ブラックリーが担当したこのゲームの物理システムは、もともと『Flight Unlimited』向けに書きだしたものを自らの手で改変したものだった。チャーチはこの物理システムについて、「屋内を舞台にしたゲームで通常用いられるものに比べてはるかに高性能だ」と評した。。そのゲームシステムは、投げられた物が弧を描く様子や、武器の反動をつかさどっており、投げられた物の移動についてはその物の重さや投げられた速度に合わせた動きになっている。ゲーム中最も複雑であった物理モデルは、プレイヤーキャラクターの物理モデルである。チャーチは、物理モデルについて、「キャラクターが走り出した時その頭が傾き、立ち止まったときその頭が心持ち後ろに下がる。そしてキャラクターが何か平面化物体にぶつかったとき、キャラクターの頭はぶつかってきた方向とは反対の方向に動く。その際、ぶつかった物の質量とぶつかる速度は比例する。」と解説した。
Looking Glass Technologiesのゲームで物理システムを構築したことについて、ブラックリーは後に、「もしゲームが物理法則を無視していたら、プレイヤーはどこか不自然さを感じるでしょう。物理のことはよくわからないが、物の動きは自然なようだ。そう感じてもらえれば、私にとってこれに勝る賛辞はありません。」と語っている。

## 評価
このゲーム自体の売り上げ数は170,000本で、当時発売されたほかのコンピュータゲームと比較して、よく売れたというわけではなかった。GameSpyは、 売れ行きの割に批評家受けしたこのゲームの商業的な動向をヴィンセント・ヴァン・ゴッホの絵にたとえ、「Doom2でみんなが夢中になっている間に、1994年に出た中で最も素晴らしいゲームがあらわれ、そして去っていった」と評した。PC Gamerはこのゲームを読者に強く勧め、このゲームに "Best Adventure Game of 1994"賞を授けた。
GameBytesはパフォーマンスに難があるとしつつも、このゲームを「技術的な驚異」とした。
Computer Gaming World誌は、スケールや物理的なシステム、3D、仮想空間の素晴らしさから考慮したうえで、「ただ、凄いの一言」と激賞し、5段階中 4½と評した。一方で、批判点を「緊張感がない」「ステージごとによる違いがはっきりしていない」とした。
Next Generation Magazineは本作を「多くのものに支えられたストラテジー制ゲームとアクションゲームの融合」と評し、5段階中4とした。

### 他作品への影響
本作は後のFPSゲームに大きな影響を与えたとされる。Gamasutraの記事において、ユービーアイソフトのパトリック・レディングは「System Shockが取り入れた多くの要素が昨今のSF系シューティングゲームにおいてほとんど必要不可欠のものとなっている、という事実を見れば、この一本のゲームがもたらした影響の大きさがわかるだろう」と評した。GameSpyはこのゲームがメタルギアソリッドシリーズ、バイオハザードシリーズ、ハーフライフシリーズなどといった、ストーリーのあるアクションゲームに影響を与えたと評した。Eurogamerは「System Shockシリーズは優秀な一人称視点ゲームの基準点となり、その他多くのゲームのデザインに影響を与えるきっかけとなった」と注目した。
System Shockは自分たちの作品に影響を与えた、と述べるゲーム開発者もいる。ウォーレン・スペクターは自らの手による『Deus Ex』について「Looking Glass社のみんながSystem Shockのようなゲームで築き上げた基礎に根差したゲーム」を望んで開発を行ったと明かし、本作の開発者にしてIrrational Gamesの設立者の一人であるケン・レヴィンは「System Shockの精神は、プレイヤーが自身の運命を決めるゲームスタイルである。ゲームデザイナーのお膳立てに従ってゲームが進んでいくのではなく、プレイヤーがゲームを進めていく。」とし、Irrational Gamesでのゲーム開発においても「我々が作りたいと望んできたのはそういうゲームだ」とした。
また、 このゲームに登場するSHODANは、コンピュータゲーム史の中でもっとも影響力のあるライバルキャラ兼女性キャラクターとして挙げられる。
発売から1年後、このゲームはPC Gamer、GameSpy、Computer Gaming Worldなどの殿堂に掲げられている。

## 続編・移植版

### System Shock 2
Night Dive Studiosが開発し、1999年にリリースされた続編『System Shock 2』は本作の事件から42年後の世界を描いており、SHODANも登場する。また、終盤においてSHODANは宇宙船をCitadel Stationにするために現実世界に変動をもたらした。
2013年5月11日にはSteamでの配信が開始された。

### System Shock Enhanced Edition
本作の復刻版である『System Shock Enhanced Edition』は、2015年9月22日にGOG.comとSteamで配信された。
開発は、『System Shock 2』の開発元であるNight Dive Studiosが担当した。
Enhanced Editionは、マウスルック（キャラクターの一人称視点に変更すること）及び高画質化に対応したほか、アイテムのユーザーインターフェースやバグの改善が行われた。

### リメイク
2015年11月半ば、Night Dive Studiosは本シリーズのフランチャイズ権を獲得したことを発表し、Unityを用いた『System Shock』リメイク版の制作に着手していることを明かした。その後、Unreal Engineに移行して制作が再開された。
2021年12月、Prime MatterとNight Dive Studiosがリリースに向け提携し、2023年5月30日に発売された。

### System Shock 3
ポール・ニューラスが立ち上げたデベロッパ/OtherSide Entertainmentは、Night Dive Studiosから許諾を受けたうえで『System Shock 2』の続編である『System Shock 3』の制作を開始し、ウォーレン・スペクターがディレクターとして参加することが決定した。発売時期は未定。